# Krystalová mřížka
Krystalová mřížka je množina určitých myšlených abstraktních bodů, pomocí nichž se popisuje struktura krystalu neboli vzájemná poloha částic v krystalu.
Krystalová mřížka znázorňuje jednotlivé částice (atomy, ionty, molekuly) bez ohledu na jejich velikost jako body a ty se nazývají uzly. Dva libovolné uzly v krystalové mřížce jsou spojeny přímkou, která se nazývá mřížkový vektor. Způsob uspořádání uzlů se nazývá krystalická struktura a je to vlastně její idealizovaný geometrický obraz nebo model.
V každé krystalové mřížce můžeme určit rovnoběžnostěn, jehož uspořádání částic se pravidelně opakuje v celé mřížce. Tento rovnoběžnostěn se nazývá elementární buňka nebo také základní buňka. Každá elementární buňka je definována šesti mřížkovými parametry. Jsou to délky jejich stran (mřížkové vektory) a, b, c a úhly α, β, γ, které tyto strany svírají.
V přírodě není možné dosáhnout ideální krystalové mřížky, jejíž struktura by byla zcela pravidelná a bez jakýchkoliv krystalových poruch.

## Typy krystalových mřížek

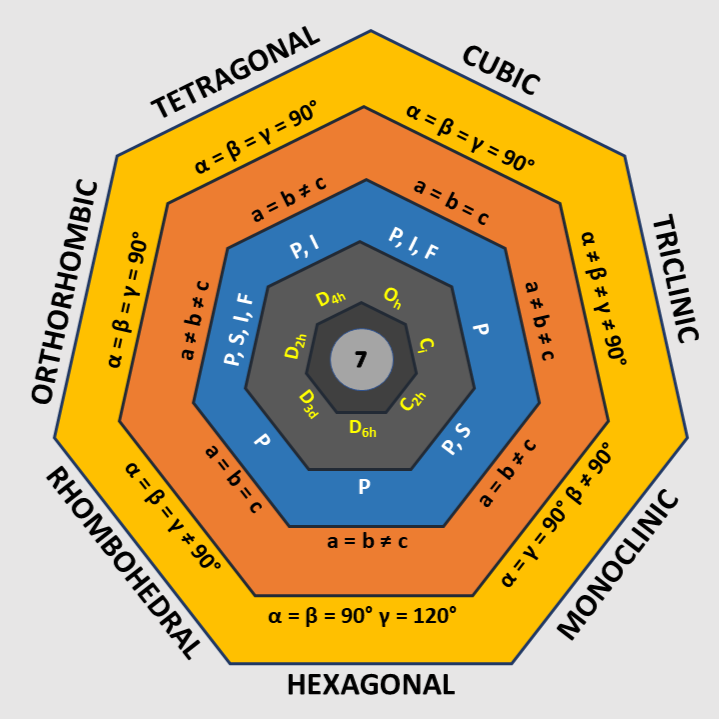
Kruhové zobrazení krystalových mřížek a jejich parametrů

Související informace naleznete také v článku Krystalografická soustava.
Krystalové mřížky se od sebe odlišují tvarem elementární buňky, jejími rozměry, polohami částic a velikostmi úhlů. Podle těchto mřížkových parametrů (vektorů a, b, c a úhlů mezi nimi α, β, γ) se krystalové mřížky rozdělují na 7 základních typů:
- jednoklonná (monoklinická) – a0 ≠ b0 ≠ c0, α = γ, β > 90°
- trojklonná (triklinická) – a0 ≠ b0 ≠ c0, α ≠ β ≠ γ ≠ 90°
- kosočtverečná (ortorombická) – a0 ≠ b0 ≠ c0, α = β = γ = 90°
- čtverečná (tetragonální) – a0 = b0 ≠ c0, α = β = γ = 90°
- šesterečná (hexagonální) – a0 = b0 ≠ c0 resp. a1 = a2 = a3 ≠ c0, α = β = 90°, γ = 120°
- klencová (trigonální) – a0 = b0 = c0, (α = β = γ) ≠ 90°
- krychlová (kubická) – a = b = c, α = β = γ = 90°

Jednoklonná
Trojklonná
Kosočtverečná
Čtverečná
Šesterečná
Klencová
Krychlová

## Bravaisovy mřížky

Čtrnáct Bravaisových mřížek (primitivní a centrované)

K popisu krystalových struktur se běžně používají také Bravaisovy mřížky, které mohou být jednorozměrné (lineární), dvojrozměrné (rovinné) a trojrozměrné (prostorové).
Krystalové struktury minerálů popisují trojrozměrné Bravaisovy mřížky, které se podle typu jejich elementární buňky rozdělují na primitivní a centrované.
Existuje pouze 14 jedinečných možností, jak v prostoru poskládat elementární buňky a tím vznikne14 prostorových Bravaisových mřížek. Elementární buňka musí splňovat tato Bravaisova pravidla:
1. Počet pravých úhlů v základní buňce musí být maximální.
2. Symetrie základní buňky musí být shodná se symetrií celé mřížky.
3. Při dodržení předchozích podmínek musí být objem základní buňky minimální.
4. V případě, kdy symetrie nemůže rozhodnout, vybírá se základní buňka, tak aby její hrany byly co nejkratší.

Stejně jako u krystalové mřížky jsou základní vektory (a, b, c) definovány hranami elementární buňky a jejich délky jsou základní periody mřížky. Společně se třemi úhly (α, β, γ), které základní vektory svírají, tvoří těchto šest hodnot mřížkové parametry.

## Poruchy krystalových mřížek
Související informace naleznete také v článku Krystalová porucha.
Podobně jako u krystalu, tak ani u krystalové mřížky není možné dosáhnout struktury, která by byla zcela pravidelná a bez jakýchkoliv poruch. Plně zaplněná krystalová mřížka je ideální stav, ve skutečném světě mají krystaly poruchy mřížky, které lze rozdělit na:
- Bodové poruchy
  - substituční atom – příměs atomu jiného prvku do krystalového materiálu (např. v polovodičích)
  - intersticiální atom – cizí atom v meziuzlové poloze (tzn. atom vmísen mezi dvě patra krystalové struktury)
  - vakance – chybí částice v uzlové poloze
  - Frenkelova porucha – kombinace poruchy intersticiálního atomu a vakance (atom se dostal z řádné do intersticiální polohy)
  - Schotkyho porucha – 2 vakance (chybí aniont a kationt)
- Lineární poruchy (dislokace)
  - hranová – chybí souvislá část atomů v jedné vrstvě mřížky, následná deformace ostatních vrstev směrem k vzniklé mezeře
  - šroubová – posun celé struktury o půlotáčku
  - disklinace – stočení mřížkového vektoru – deformace vrstev tak, že vzniknou nové osy symetrie
- Plošné
  - mozaika – pravidelné bloky krystalové mřížky vázané na sebe nepravidelně (jako polykrystaly ale bez plynných částí)
  - hranice zrn